# Il comandante
Il comandante è un film del 1963 diretto da Paolo Heusch.

## Trama
Il colonnello Antonio Cavalli, promosso generale all'atto del congedo, non riesce ad adattarsi alla vita da pensionato, non avendo abbastanza scioltezza da scrollarsi di dosso le rigide abitudini derivate dalla longeva esperienza militare. La sua impostazione ferrea e disciplinata lo mette in imbarazzo e difficoltà con le persone che gli sono intorno, a cominciare dalla moglie Francesca, dinamica commerciante di opere d'arte, con la quale i rapporti, apparentemente amorevoli e connotati da profonda stima, segnano improvvisamente il passo.
Per evitare di cadere in paranoia, Antonio decide di dedicarsi alla stesura di un memoriale di guerra proponendone la pubblicazione ad alcuni periodici, i quali tuttavia non si mostrano affatto interessati all'idea. I suoi sforzi vengono peraltro vanificati da un incendio che distrugge quasi completamente la torretta di casa sua, e che è stato lui stesso a provocare, suo malgrado, dimenticando il sigaro acceso in mansarda. L'episodio aumenta le tensioni con Francesca, accusata di aver salvato dall'incendio una stufa a gas anziché il manoscritto. Ne deriva una franca e aperta discussione tra i due coniugi, i quali si rinfacciano apertamente i loro errori. Il generale pensa addirittura a scappare di casa allorquando scopre la frequentazione, ancorché casta e a scopi puramente lavorativi, tra la consorte e l'anziano antiquario Torquato.
Convinto dalla nuora Luisa, Antonio decide quindi, tramite annuncio sul giornale, di rendersi disponibile a un lavoro. Viene così contattato da Sandrelli e Cataldo, due ambigui imprenditori edili che lo assumono come tuttofare in cambio di un modestissimo stipendio. Pur pagando gli acciacchi dell'età e le sue amnesie, talvolta con esiti imbarazzanti, il vecchio militare sembra avviato a un sano quieto vivere, finché una sera, rimasto in ufficio a riepilogare il bilancio del mese lavorativo, scopre che in realtà è la moglie a pagargli il misero compenso. Preso dalla vergogna e deluso dagli imprenditori e dalla loro segretaria, nonché dalla stessa Francesca, Antonio decide di dimettersi, e ripiomba nel mutismo e nella depressione.
Dopo diverso tempo, gli ex-capi si rifanno vivi con Antonio chiedendogli di diventare presidente della loro società, sperando così, grazie al suo buon nome, di evitarne il fallimento. Ben presto, però, le magagne dell'impresa vengono a galla, provocando l'arresto di Sandrelli e la fuga fuori Roma di Cataldo. Rimasto solo alla guida della società, il generale deve scongiurarne il collasso e ottenere denaro utile a far scattare un mutuo che salverebbe tutto, sicché chiede e ottiene un prestito da suo figlio Franco. Mentre si sta recando alla Banca Nazionale del Lavoro, incontra seduta a un caffè una nobildonna, sua vecchia amica, distraendosi e facendosi rubare la valigia contenente il denaro. Decide perciò di suicidarsi facendosi investire da un treno, ma il vagone devia il percorso anziché finirgli addosso. Sarà ancora una volta la moglie a salvarlo, ottenendo il denaro necessario grazie a un'ipoteca sui suoi terreni di campagna. Solo allora, dunque, Antonio si convince finalmente a vivere da pensionato tra pensionati, dedicandosi a hobby pacifici e a piccole innocue attività.

## Produzione
Venne girato tra settembre e ottobre 1963, otto settimane, più del doppio, rispetto ai normali film di Totò.
Fu annunciato come il suo primo film interamente drammatico e come il 100º film da lui interpretato, ma entrambe le affermazioni erano false; si trattava infatti dell'86º film dell'attore, che prima di questo aveva già interpretato seppur non nel ruolo di protagonista, una pellicola a carattere interamente drammatico: Yvonne la Nuit del 1949. Inizialmente nel cast avrebbero dovuto esserci anche Vittorio Gassman nel ruolo di Sandrelli, e Franco Interlenghi in quello del figlio del protagonista, ma entrambi all'ultimo momento verranno sostituiti.
La notizia dà luogo a festeggiamenti e riconoscimenti, Totò riceve la "sirena d'oro" e agli incontri internazionali del cinema viene accolto da un applauso interminabile che lo fa commuovere non poco, poche settimane dopo Lello Bersani lo intervista per TV7 e Oriana Fallaci gli fa una lunga intervista per L'Europeo. Nonostante tutto il film si rivela un insuccesso.
Fra le comparse figura l'attrice interprete di fotoromanzi Michela Roc.
Nel film sono presenti noti brani musicali degli anni Sessanta come Guarda come dondolo cantata da Edoardo Vianello, Alla mia età cantata da Rita Pavone e Fatti mandare dalla mamma cantata da Gianni Morandi.